# Ford EcoSport
Ford EcoSport je subkompaktní crossover značky Ford vyráběný v první generaci od roku 2003 do roku 2012 a ve druhé generaci od roku 2012 dosud. První generace byla vyvinuta brazilskou odnoží Fordu a prodávala se pouze na jihoamerickém trhu. Druhá generace se prodává i v Evropě, v Asii a od roku 2018 v Severní Americe. Vůz se vyrábí v Brazílii, Indii, Thajsku, Rusku a Rumunsku.

## První generace (2003–2012)

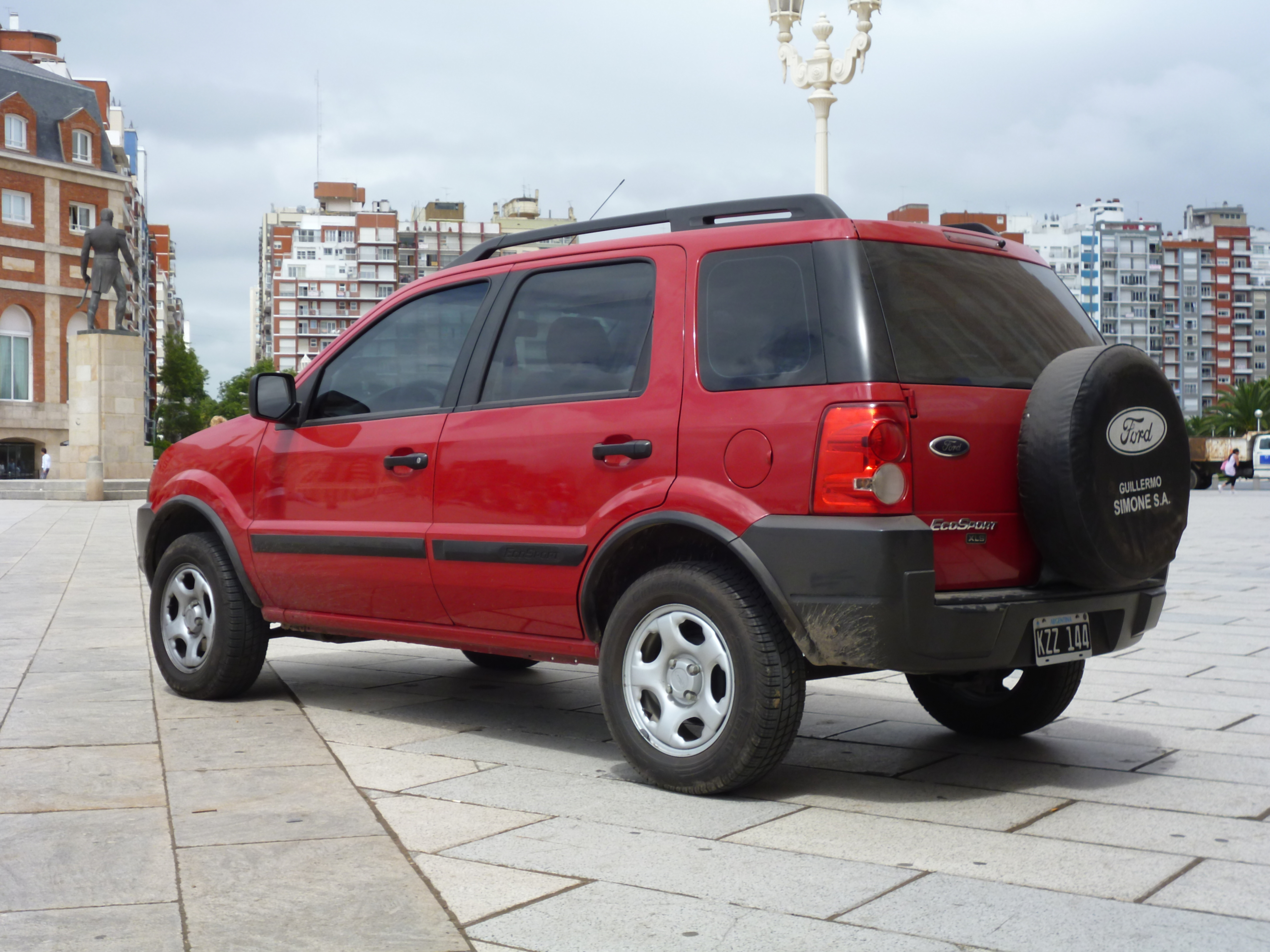
Pohled zezadu

První generace EcoSportu byla vyvíjena střediskem Fordu v Brazílii pod kódem BV226 - AMAZON PROJECT a byla založena na evropské Fiestě a na evropském Fordu Fusion, se kterými sdílí platformu Ford B3.
EcoSport slavil v Jižní Americe okamžitý úspěch a stal se jedním z nejprodávanějších modelů Fordu v této oblasti - v Brazílii každoročně patřil do žebříčků 20 nejprodávanějších vozidel a úspěch měl i v Argentině, Venezuele a Mexiku. Jeho hlavními konkurenty byly vozy Fiat Palio Weekend Adventure a Volkswagen CrossFox. V roce 2011 EcoSport překonal metu 700 000 vyrobených vozidel.

### Verze a motory
Všechny motory jsou řadové čtyřválce.
- Zetec-Rocam 1,0 l Supercharger (prodej ukončen v roce 2006, 70 kW)
- Zetec-Rocam 1,6 l 8V (k dispozici i v ethanolové verzi, 82 kW)
- Duratec 2,0 l 16v (107 kW)
- Duratorq 1,4 l TDCi (diesel, 50 kW)

Vůz je ve všech verzích standardně vybaven pohonem předních kol a manuální převodovkou. Verze s dvoulitrovým motorem mohla být za příplatek pořízena s čtyřstupňovou automatickou převodovku či s pohonem všech kol.

### Facelift
Modernizací EcoSport prošel na konci roku 2007. Největší změnou prošla přední část vozu, která byla designově přiblížena ostatním tehdejším jihoamerickým Fordům, především Fiestě. Faceliftovány byly také zadní světla a oba nárazníky. Interiér dostal novou palubní desku s kvalitnějšími materiály.

### Mexiko
EcoSport dorazil na konci roku 2003 do Mexika jako model pro rok 2004. Ohlas veřejnosti byl působivý a vůz se do roku 2006 skvěle prodával. V roce 2007 začal prodej vozu klesat a již se nejednalo o bestseller. Ve srovnání s 15 000 prodanými vozy v roce 2004 bylo v roce 2007 prodáno pouze 10 000 vozů. Prodeje se paradoxně ještě zhoršily po uvedení faceliftu v roce 2008, především z důvodů vyšších cen - tento rok se prodalo pouze 6 345 vozů.

První polovinu roku 2009 se prodalo pouze 2 135 vozů. V důsledku klesajících prodejů, větší konkurence a větší oblíbenosti podobného Fordu Escape Ford ukončil prodej EcoSport v Mexiku v roce 2010. Jen o rok později však společnost Ford oznámila nový EcoSport, který se v Mexiku začal prodávat v roce 2012. 

## Druhá generace (2012–)

### Vývoj a uvedení na trh

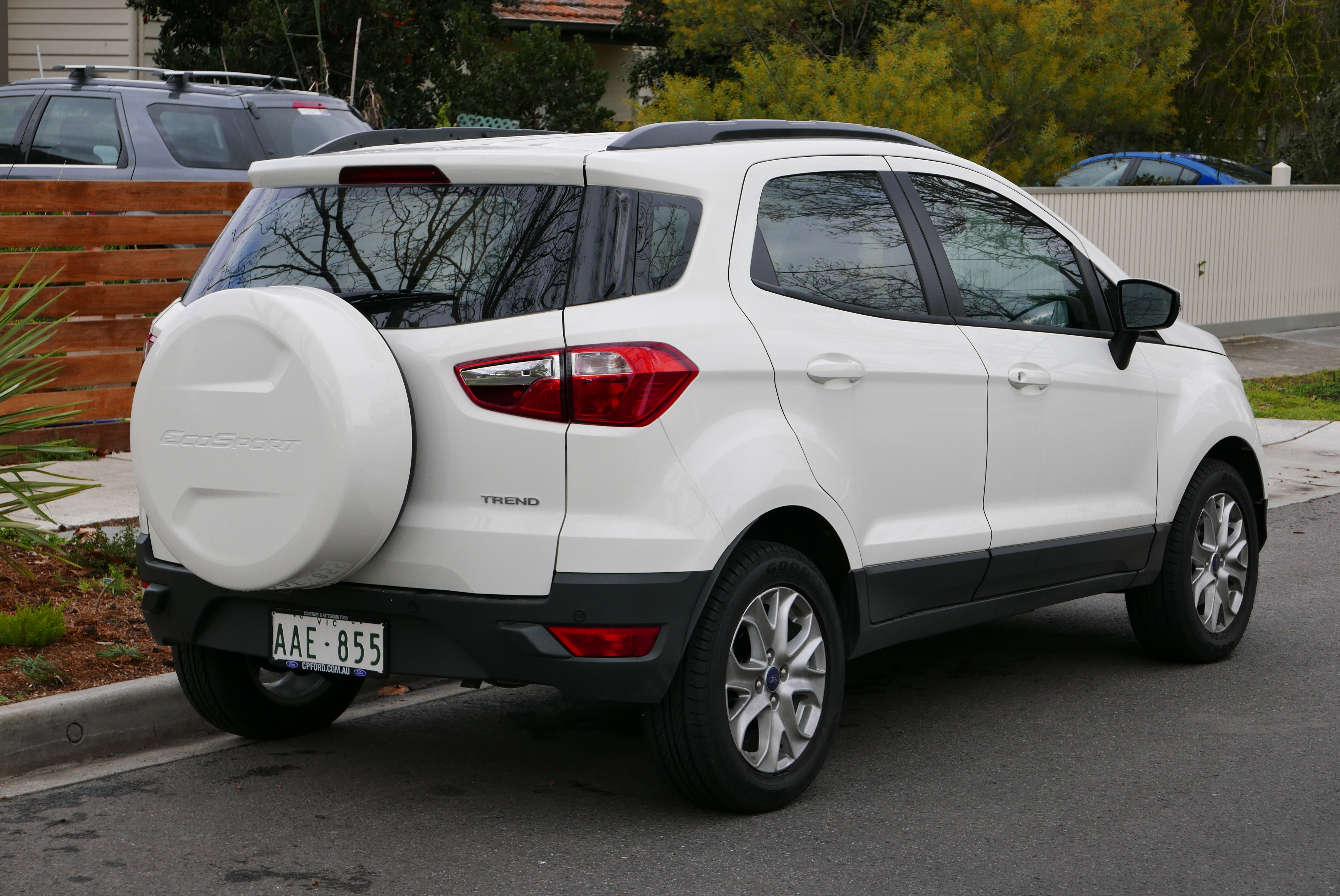
Ford EcoSport Trend před faceliftem (Austrálie)

Druhá generace EcoSportu byla opět vyvinuta v brazilském vývojovém středisku Fordu, tentokrát ale jako globální auto. Vůz je založen na platformě šesté generace Fordu Fiesta. EcoSport druhé generace byl poprvé představen jako koncept na Autosalonu v Novém Dillí v Indii 4. ledna 2012. Nejdříve se vůz začal prodávat v Brazílii, prodeje odstartovaly 14. července 2012.
V roce 2013 se vůz představil v Číně, kde se zároveň i začal vyrábět. Prodeje následně začaly v březnu. Kromě Číny se EcoSport vyrábí také v závodě Ford India v Čennaí - zde se původně vyráběly i vozy následně exportovány do Evropy a Severní Ameriky. Vozy pro trhy jihovýchodní Asie se vyrábí v thajském Rayongu. Největšími konkurenty EcoSportu na asijských trzích jsou vozy Renault Duster a Nissan Terrano.
V srpnu 2015 indická továrna Fordu překonala metu 200 000 vyrobených vozů EcoSport; 112 000 z toho bylo prodáno v Indii, zatímco zbytek byl exportován do Jižní Afriky, Tchaj-wanu, Japonska, Austrálie a Evropy. V listopadu 2016 oznámil Ford plány exportovat indický EcoSport do Spojených států.

#### Pohon
Na většině světových trzích vůz pohání 1,0 litrový zážehový motor EcoBoost vyvinutý v technickém centru Fordu ve Velké Británii. K dispozici jsou dvě verze tohoto tříválce s litinovým blokem - verze s 74 kW (99 koní) a s 92 kW (123 koní). Použití litiny pro blok motoru místo hliníku zkrátilo dobu zahřívání motoru o 50 procent. EcoSport s tímto motorem se prodává v Evropě, Číně, Indii i USA, chybí však v Brazílii. Zde je vůz poháněn 1,6 litrovým zážehovým motorem, který produkuje 113 koní (84 kW).
Vůz může být poháněný také vznětovým motorem - k dispozici je 1,5 litrový EcoBlue s 73 kW.
Na ruském trhu se EcoSport prodává se dvěma různými zážehovými motory: s 1,6 litrovým, který produkuje 122 koní (90 kW), a s 2,0 litrovým, produkujícím 140 koní (90 kW). Dvoulitrová verze má vždy pohon všech kol a manuální převodovku, zatímco 1,6 litrová verze je vždy pouze s pohonem předních kol, ale je k dispozici s automatizovanou převodovkou PowerShift. Na čínském a indickém trhu lze EcoSport zakoupit také s 1,5 litrovým zážehovým motorem Ti-VCT s 80 kW (108 koní).

#### Prodej
Prodej EcoSportu v Evropě byl zahájen na začátku roku 2014, pro první čtvrtletí bylo ovšem dovezeno pouhých 500 limitovaných kusů. Oznámení o prodeji v Evropě a prvních 500 kusech bylo vydáno v září 2013 na výstavě IFA v Berlíně a limitované kusy bylo možné objednat na vyhrazené webové stránce. Prodeje ve zbytku roku 2014 byly pro Ford zklamáním - prodalo se pouze 11 000 EcoSportů, zatímco některých hlavních konkurenčních vozidel se prodalo i přes 100 000 kusů. EcoSport byl proto v roce 2015 přepracován, aby byl více uzpůsoben evropským požadavkům. V březnu 2016 bylo oznámeno, že EcoSport pro evropský trh bude počínaje podzimem 2017 vyráběn v rumunském Craiově, poté co do závodu Ford přinesl investici 200 milionů eur.

### Facelift

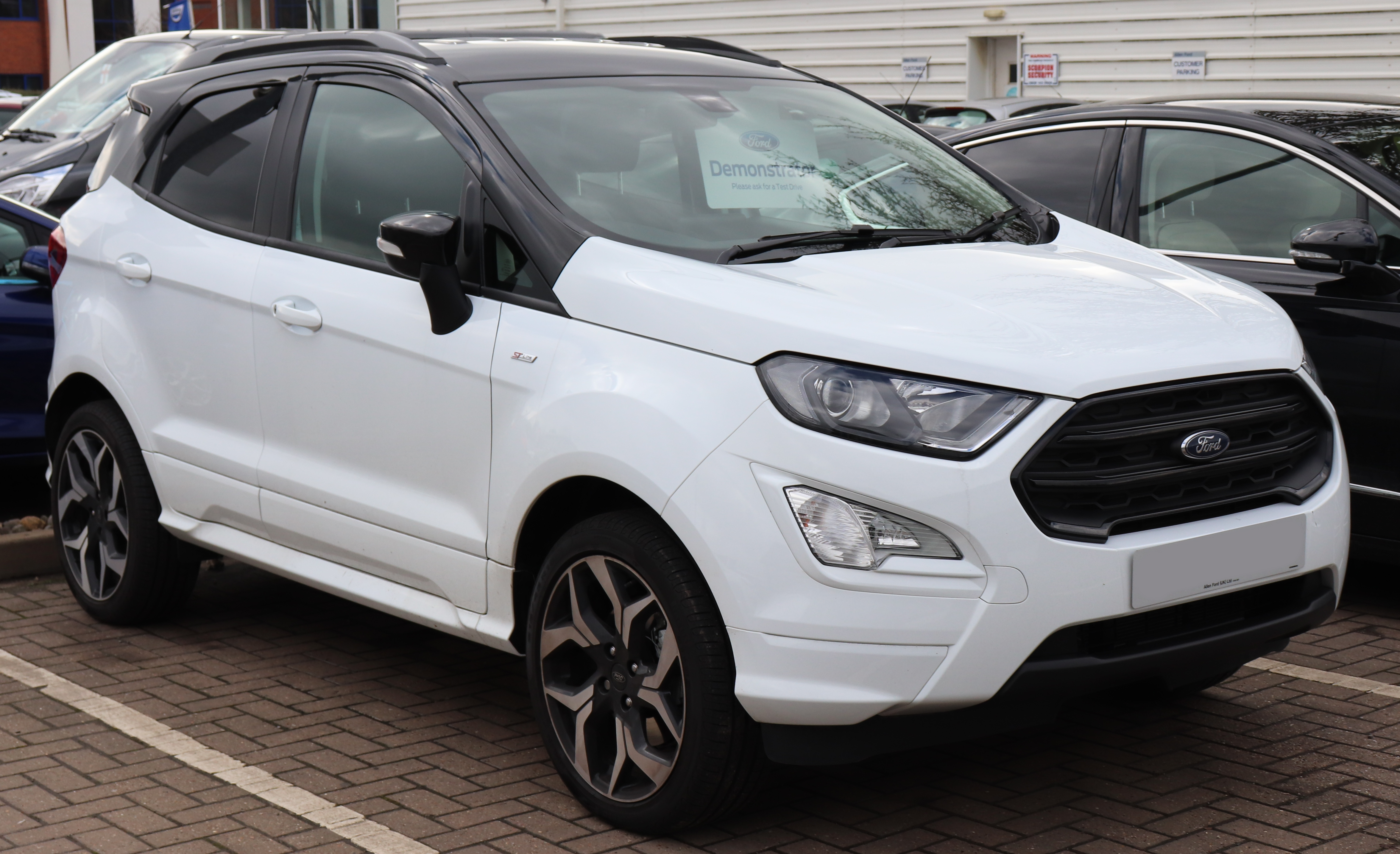
Ford EcoSport (facelift)

Faceliftovaný EcoSport byl představen na Autosalonu v Los Angeles v roce 2016. Největších změn se dočkala přední část vozu, mírně přepracovaná byla i zadní část. Na palubní desku přibyl 8-palcový dotykový informační systém na přání, který podporuje funkce jako Apple CarPlay či Android Auto.
V roce 2018 začal prodej EcoSportu na americkém trhu. První modely byly vybaveny 1,0 litrovým zážehovým motorem Ecoboost pro modely s pohonem předních kol nebo 2,0 litrovým zážehovým čtyřválcem pro modely s pohonem všech kol. Oba motory mají šestistupňovou automatickou převodovku. Vůz se na americkém, kanadském a australském trhu na přání dodává s náhradní pneumatikou na víku kufru.